# Badminton nos Jogos Pan-Americanos de 2023 - Duplas mistas
O torneio de duplas mistas do badminton nos Jogos Pan-Americanos de 2023 foi disputado entre 21 e 25 de outubro de 2023 no Centro de Treinamento Olímpico, em Ñuñoa. Um total de 50 competidores de 16 Comitês Olímpicos Nacionais (CON) participaram do evento.

## Calendário
Horário local (UTC−3).
| Data          | Hora  | Fase             |
| ------------- | ----- | ---------------- |
| 21 de outubro | 20:00 | Primeira rodada  |
| 22 de outubro | 18:00 | Oitavas de final |
| 23 de outubro | 11:40 | Quartas de final |
| 24 de outubro | 10:20 | Semifinais       |
| 25 de outubro | 15:45 | Final            |

## Medalhistas
| Ouro   | CAN Ty Alexander Lindeman e Josephine Wu                     |
| Prata  | USA Vinson Chiu e Jennie Gai                                 |
| Bronze | BRA Davi Silva e Sânia Lima PER José Guevara e Inés Castillo |

## Cabeças de chave
Os cabeças de chave do torneio entraram diretamente nas oitavas de final:
1. USA Vinson Chiu / Jennie Gai (final, medalha de prata)
2. CAN Ty Lindeman / Josephine Wu (campeões, medalha de ouro)
3. BRA Fabrício Farias / Jaqueline Lima (oitavas, desistiram)
4. BRA Davi Silva / Sânia Lima (semifinal, medalha de bronze)

## Resultados
A competição foi realizada ao longo de cinco dias até a definição dos medalhistas. Os perdedores das semifinais conquistaram automaticamente as medalhas de bronze.

### Chave superior
| Primeira rodada | Primeira rodada                           | Primeira rodada | Primeira rodada | Primeira rodada |  |  | Oitavas de final | Oitavas de final                          | Oitavas de final | Oitavas de final | Oitavas de final |  |  | Quartas de final | Quartas de final                      | Quartas de final | Quartas de final | Quartas de final |  |  | Semifinal | Semifinal                      | Semifinal | Semifinal | Semifinal |
|                 |                                           |                 |                 |                 |  |  |                  |                                           |                  |                  |                  |  |  |                  |                                       |                  |                  |                  |  |  |           |                                |           |           |           |
|                 |                                           |                 |                 |                 |  |  |                  |                                           |                  |                  |                  |  |  |                  |                                       |                  |                  |                  |  |  |           |                                |           |           |           |
|                 |                                           |                 |                 |                 |  |  | 1                | USA Vinson Chiu USA Jennie Gai            | 21               | 21               |                  |  |  |                  |                                       |                  |                  |                  |  |  |           |                                |           |           |           |
|                 | CHI Benjamín Bahamondez CHI Ashley Montre | 17              | 11              |                 |  |  |                  | PER Diego Mini PER Paula la Torre Regal   | 5                | 6                |                  |  |  |                  |                                       |                  |                  |                  |  |  |           |                                |           |           |           |
|                 | PER Diego Mini PER Paula la Torre Regal   | 21              | 21              |                 |  |  |                  |                                           |                  |                  |                  |  |  | 1                | USA Vinson Chiu USA Jennie Gai        | 21               | 21               |                  |  |  |           |                                |           |           |           |
|                 |                                           |                 |                 |                 |  |  |                  |                                           |                  |                  |                  |  |  |                  | ECU Henry Huebla ECU María Zambrano   | 8                | 8                |                  |  |  |           |                                |           |           |           |
|                 |                                           |                 |                 |                 |  |  |                  | DOM Ángel Mariñez DOM Alissa Acosta       | 15               | 8                |                  |  |  |                  |                                       |                  |                  |                  |  |  |           |                                |           |           |           |
|                 | ECU Henry Huebla ECU María Zambrano       | 21              | 21              |                 |  |  |                  | ECU Henry Huebla ECU María Zambrano       | 21               | 21               |                  |  |  |                  |                                       |                  |                  |                  |  |  |           |                                |           |           |           |
|                 | ESA Manuel Mejía ESA Gabriela Barrios     | 8               | 14              |                 |  |  |                  |                                           |                  |                  |                  |  |  |                  |                                       |                  |                  |                  |  |  | 1         | USA Vinson Chiu USA Jennie Gai | 20        | 21        | 21        |
|                 |                                           |                 |                 |                 |  |  |                  |                                           |                  |                  |                  |  |  |                  |                                       |                  |                  |                  |  |  | 4         | BRA Davi Silva BRA Sânia Lima  | 22        | 16        | 16        |
|                 |                                           |                 |                 |                 |  |  | 4                | BRA Davi Silva BRA Sânia Lima             | 21               | 22               | 21               |  |  |                  |                                       |                  |                  |                  |  |  |           |                                |           |           |           |
|                 | ARG Santiago Otero ARG Iona Gualdi        | 8               | 13              |                 |  |  |                  | EAI Jonathan Solís EAI Diana Corleto      | 12               | 24               | 14               |  |  |                  |                                       |                  |                  |                  |  |  |           |                                |           |           |           |
|                 | EAI Jonathan Solís EAI Diana Corleto      | 21              | 21              |                 |  |  |                  |                                           |                  |                  |                  |  |  | 4                | BRA Davi Silva BRA Sânia Lima         | 21               | 23               |                  |  |  |           |                                |           |           |           |
|                 |                                           |                 |                 |                 |  |  |                  |                                           |                  |                  |                  |  |  |                  | MEX Luis Montoya MEX Miriam Rodríguez | 15               | 21               |                  |  |  |           |                                |           |           |           |
|                 |                                           |                 |                 |                 |  |  |                  | JAM Samuel Ricketts JAM Tahlia Richardson | 15               | 11               |                  |  |  |                  |                                       |                  |                  |                  |  |  |           |                                |           |           |           |
|                 | CUB Roberto Herrera CUB Taymara Oropesa   | 14              | 12              |                 |  |  |                  | MEX Luis Montoya MEX Miriam Rodríguez     | 21               | 21               |                  |  |  |                  |                                       |                  |                  |                  |  |  |           |                                |           |           |           |
|                 | MEX Luis Montoya MEX Miriam Rodríguez     | 21              | 21              |                 |  |  |                  |                                           |                  |                  |                  |  |  |                  |                                       |                  |                  |                  |  |  |           |                                |           |           |           |

### Chave inferior
| Primeira rodada | Primeira rodada                         | Primeira rodada | Primeira rodada | Primeira rodada |  |  | Oitavas de final | Oitavas de final                         | Oitavas de final | Oitavas de final | Oitavas de final |  |  | Quartas de final | Quartas de final                   | Quartas de final | Quartas de final | Quartas de final |  |  | Semifinal | Semifinal                          | Semifinal | Semifinal | Semifinal |
|                 |                                         |                 |                 |                 |  |  |                  |                                          |                  |                  |                  |  |  |                  |                                    |                  |                  |                  |  |  |           |                                    |           |           |           |
|                 | JAM Bradley Evans JAM Katherine Wynter  | 10              | 15              |                 |  |  |                  |                                          |                  |                  |                  |  |  |                  |                                    |                  |                  |                  |  |  |           |                                    |           |           |           |
|                 | CUB Juan Bencomo CUB Yeily Ortiz        | 21              | 21              |                 |  |  |                  | CUB Juan Carlos Bencomo CUB Yeily Ortiz  | 17               | 23               | 12               |  |  |                  |                                    |                  |                  |                  |  |  |           |                                    |           |           |           |
|                 | ESA Javier Alas ESA Fátima Centeno      | 14              | 14              |                 |  |  |                  | PER José Guevara PER Inés Castillo       | 21               | 21               | 21               |  |  |                  |                                    |                  |                  |                  |  |  |           |                                    |           |           |           |
|                 | PER José Guevara PER Inés Castillo      | 21              | 21              |                 |  |  |                  |                                          |                  |                  |                  |  |  |                  | PER José Guevara PER Inés Castillo | 21               | 21               |                  |  |  |           |                                    |           |           |           |
|                 | DOM Yonatan Linarez DOM Nairoby Jiménez | 7               | 19              |                 |  |  |                  |                                          |                  |                  |                  |  |  |                  | ARG Nicolás Oliva ARG Ailén Oliva  | 13               | 9                |                  |  |  |           |                                    |           |           |           |
|                 | ARG Nicolás Oliva ARG Ailén Oliva       | 21              | 21              |                 |  |  |                  | ARG Nicolás Oliva ARG Ailén Oliva        | w/o              |                  |                  |  |  |                  |                                    |                  |                  |                  |  |  |           |                                    |           |           |           |
|                 |                                         |                 |                 |                 |  |  | 3                | BRA Fabrício Farias BRA Jaqueline Lima   |                  |                  |                  |  |  |                  |                                    |                  |                  |                  |  |  |           |                                    |           |           |           |
|                 |                                         |                 |                 |                 |  |  |                  |                                          |                  |                  |                  |  |  |                  |                                    |                  |                  |                  |  |  |           | PER José Guevara PER Inés Castillo | 10        | 11        |           |
|                 | CHI Alonso Medel CHI Vania Díaz         | 21              | 21              |                 |  |  |                  |                                          |                  |                  |                  |  |  |                  |                                    |                  |                  |                  |  |  | 2         | CAN Ty Lindeman CAN Josephine Wu   | 21        | 21        |           |
|                 | VEN Frank Barrios VEN María Rojas       | 17              | 14              |                 |  |  |                  | CHI Alonso Medel CHI Vania Díaz          | 21               | 21               |                  |  |  |                  |                                    |                  |                  |                  |  |  |           |                                    |           |           |           |
|                 |                                         |                 |                 |                 |  |  |                  | TTO Reece Marcano TTO Chequeda de Boulet | 15               | 18               |                  |  |  |                  |                                    |                  |                  |                  |  |  |           |                                    |           |           |           |
|                 |                                         |                 |                 |                 |  |  |                  |                                          |                  |                  |                  |  |  |                  | CHI Alonso Medel CHI Vania Díaz    | 5                | 7                |                  |  |  |           |                                    |           |           |           |
|                 | MEX Luis Garrido MEX Romina Fregoso     | 21              | 21              |                 |  |  |                  |                                          |                  |                  |                  |  |  | 2                | CAN Ty Lindeman CAN Josephine Wu   | 21               | 21               |                  |  |  |           |                                    |           |           |           |
|                 | COL Miguel Quirama COL Laura Londoño    | 18              | 8               |                 |  |  |                  | MEX Luis Garrido MEX Romina Fregoso      | 7                | 11               |                  |  |  |                  |                                    |                  |                  |                  |  |  |           |                                    |           |           |           |
|                 |                                         |                 |                 |                 |  |  | 2                | CAN Ty Lindeman CAN Josephine Wu         | 21               | 21               |                  |  |  |                  |                                    |                  |                  |                  |  |  |           |                                    |           |           |           |
|                 |                                         |                 |                 |                 |  |  |                  |                                          |                  |                  |                  |  |  |                  |                                    |                  |                  |                  |  |  |           |                                    |           |           |           |

### Final
| Final |                                  |    |    |    |
|       |                                  |    |    |    |
|       |                                  |    |    |    |
| 1     | USA Vinson Chiu USA Jennie Gai   | 21 | 17 | 19 |
| 2     | CAN Ty Lindeman CAN Josephine Wu | 17 | 21 | 21 |